# Breitenweiher
Breitenweiher ist ein Weiler und Gemeindeteil der oberbayerischen Gemeinde Taufkirchen (Vils) und liegt rund zwei Kilometer südwestlich des Hauptortes.

## Geschichte
Am Ort wurde eine schnurkeramische Streitaxt aus der Zeit um 2000 v. Chr. gefunden. Aus der Bronzezeit um 1500 v. Chr. existiert ein Grabhügel.
Bauhistorisch bedeutsam ist die um 1500 errichtete katholische Filialkirche St. Helena, ein kleiner Backsteinbau mit Dachreiter, der 1720 barockisiert wurde.